# Martinho de Castelo Branco
Martinho de Castelo Branco, nascido Martim Vaz de Castelo Branco, ou de Castel-Branco, na grafia coeva (c. 1465 - 1527), foi o 1.° Conde de Vila Nova de Portimão.

## Biografia
D. Martinho de Castelo Branco foi 2.° Senhor da Honra do Sobrado e de Vila Nova de Portimão de juro e herdade, com jurisdição cível e crime, e 1.° Conde de Vila Nova de Portimão por Carta de D. Manuel I de Portugal de ... de ... de 1504, Meirinho-Mor do Reino, e, por dois períodos, Vedor da Fazenda. Foi, também, Testamenteiro do Rei D. Manuel I de Portugal. Fez Testamento de 26 de Novembro de 1526.
Era filho primogénito e sucessor de D. Gonçalo de Castelo Branco, nascido Gonçalo Vasques ou Vaz de Castelo Branco, ou de Castel-Branco, na grafia coeva (c. 1424 - 1493), 1.° Senhor da Honra do Sobrado e de Vila Nova de Portimão de juro e herdade, com jurisdição cível e crime, 3.° Senhor Consorte do Morgado da Póvoa de São Martinho, Governador da Casa Cível, Fidalgo do Conselho de D. Afonso V de Portugal, Vedor da Fazenda, Escrivão da Puridade, Almotacé Mor do Reino, etc; em 1462 Gonçalo Vaz de Castello-Branco tinha 4.286 reais de moradia como cavaleiro do Conselho de D. Afonso V, e teve o título de Dom a 1 de Dezembro de 1485; e de sua primeira mulher (1456) Beatriz Valente (c. 1437 - ?), 3.ª Senhora do Morgado da Póvoa de São Martinho; a 23 de Fevereiro de 1456 D. Afonso V doou a Gonçalo Vasques de Castello Branco, fidalgo da sua Casa, e a Beatriz Valente, donzela da casa da rainha D. Isabel, por seu casamento, uma tença anual de 25.000 reais brancos, até perfazer a quantia de 2.500 coroas de ouro do cunho do rei de França, a partir de 1 de Janeiro de 1456, a 5 de Abril de 1456 D. Afonso V doou a Gonçalo Vasques de Castello Branco, fidalgo da sua Casa, casado com D. Beatriz Valente, donzela da Casa da rainha D. Isabel, uma tença anual de 25.000 reais brancos, a partir de 1 de Janeiro de 1456, como pagamento do dote de casamento de 2.500 coroas de ouro, a 12 de Fevereiro de 1457 D. Afonso V privilegiou Afonso Anes, seu vassalo, morador na Azóia, termo da cidade de Lisboa, a pedido de Beatriz Valente, mulher de Gonçalo Vasques de Castello Branco, do seu Conselho, concedendo-lhe aposentação sem ter atingido a idade de 70 anos, isentando-o de servir por mar e terra em guerras e armadas, guardando-lhe todas as honras, privilégios, liberdades e franquezas dos vassalos régios, bem como privilegia todos os seus criados, amos, apaniguados e caseiros, e a 22 de Agosto de 1476 D. Afonso V doou a Beatriz Valente, mulher de Gonçalo Vasques de Castelo Branco, do seu Conselho, vedor da fazenda e almotacé-mor, a pedido de seu marido, uma tença anual de 25.000 reais, a partir de 1 de Janeiro de 1476, quantia que era a tença que o monarca tinha doado a Gonçalo Vasques de Castelo Branco, quando o nomeara para o cargo de vedor da fazenda; neto paterno de Lopo Vasques ou Vaz de Castelo Branco, ou de Castel-Branco, na grafia coeva (c. 1383 - d. 25 de Setembro de 1475), Fidalgo da Casa Real, Monteiro Mor do Reino a 26 de Agosto de 1424 dos Reis D. João I de Portugal e D. Duarte I de Portugal, Alcaide-Mor do Castelo da Covilhã e Alcaide-Mor do Castelo de Moura e Escrivão das Rendas e dos Direitos Reais de Moura, cargo em que foi nomeado a ... de Abril de 1434 e substituído a 30 de Setembro de 1439, etc; como diz D. Luiz António de Lima, em 1439 teve de D. Afonso V confirmação do pagamento do dote que D. João I lhe prometera para o casamento com uma filha de Antão Pessanha, sendo referido como monteiro-mor, alcaide do castelo de Moura e «criado» de D. Duarte, teve mercê de todas as rendas, foros, tributos e direitos reais de Moura a 12 de Novembro de 1433, confirmado a 29 de Maio de 1439, e uma tença anual de 1.500 dobras de ouro, até perfazer o dote que D. João I lhe deu em casamento a 1 de Julho de 1420, confirmado a 11 de Outubro de 1433 e a 29 de Maio de 1439, e numa mercê de D. Duarte de 21 de Fevereiro de 1435 a um seu escudeiro, é referido como «nosso monteiro moor e alcaide do nosso castello de moura», que parece ainda ser o Lopo Vaz de Castello-Branco que a 28 de Maio de 1469, sendo referido como fidalgo da Casa Real e monteiro-mor, teve mercê real de uma casa e terras em Faro, e o que a 25 de Setembro de 1475, sendo referido como do Conselho e monteiro-mor, teve de D. Afonso V mercê para que seu filho lhe pudesse suceder em todos os seus ofícios, rendas, tenças, direitos e jurisdições, bem como o castelo de Moura, com todos os direitos e rendas, isto, apesar de o filho já se documentar muito antes com estes cargos e bens; e de sua mulher (1420) Catarina Pessanha (? - d. 7 de Julho de 1450), já sua viúva a 7 de Julho de 1450 quando recebeu de D. Afonso V uma tença anual de 7.500 reais brancos, a ser paga pelo Almoxarifado de Beja; neto materno de Martim Afonso Valente (c. 1387 - ?), 2.° Senhor do Morgado da Póvoa de São Martinho; a 3 de Agosto de 1439 D. Afonso V nomeou Afonso Anes, criado de Martinho Afonso Valente, para o cargo de inqueridor perante o conservador dos escolares da Universidade do Estado geral da cidade de Lisboa, em substituição de João Costas, que renunciara, e a 13 de Janeiro de 1442 D. Afonso V perdoou seis meses de degredo a Estêvão Papo, escudeiro de Martinho Afonso Valente, de um ano a que fora condenado para fora da cidade de Lisboa, culpado da fuga de várias pessoas da prisão, entre elas, Diogo Barradas, criado de João Vasques, escrivão da puridade da rainha; e de sua mulher (c. 1435) Violante Pereira Mendes (c. 1415 - a. 30 de Agosto de 1469), casada segunda vez como primeira mulher com seu primo o futuro 1.° Barão do Alvito; a 30 de Agosto de 1469 D. Afonso V faz quitação a Fernão da Silveira e a João da Silveira, filhos do Dr. João Fernandes da Silveira, do Conselho e regedor da Casa da Suplicação, e de Violante Pereira, sua prima, e a seu pedido, de toda a prata, dinheiros e outros bens móveis que ficaram por morte de sua mãe, e dos quais ficaram administradores por seu pai, por precisarem de dinheiro para continuar os seus estudos em Salamanca.
Foi casado com Mécia de Noronha, filha de João Gonçalves da Câmara (1414 - Funchal, 26 de Março de 1501), 2.° Capitão-Donatário do Funchal e irmão primogénito de Rui Gonçalves da Câmara, o Porrinho, 3.° Capitão-Donatário da Ilha de São Miguel; é referido apenas como João Gonçalves, capitão da ilha da Madeira, numa bula de 18 de Outubro de 1469 que lhe confirmou a doação das redízimas que o mestrado da Ordem de Cristo tinha na dita ilha; e de sua segunda mulher (1462) D. Maria de Noronha (c. 1436 - ?), da qual teve treze filhos e filhas. Uma delas foi D. Camila de Noronha que casou com João Rodrigues de Sá e Menezes, Alcaide-Mor do Castelo do Porto, Senhor do Concelho de Sever, ambos pais de Francisco de Sá de Meneses, 1.º Conde de Matosinhos. Foram avós paternos de D. Manuel de Castelo Branco, 2.° Conde de Vila Nova de Portimão, de D. Afonso de Castelo Branco, 35.° Bispo do Algarve e 41.° Bispo de Coimbra 6.° Conde de Arganil de juro e herdade, duas vezes Vice-Rei de Portugal, e de D. Duarte de Castelo Branco, 1.° Conde do Sabugal. Gerou, também, um filho em relação extra-conjugal com Leonor de Sousa: D. Pedro de Castelo Branco, ou de Castel-Branco, na grafia coeva.